# Rafael Benítez
Pour les articles homonymes, voir Benitez.
Rafael Benítez Maudes, né le 16 avril 1960 à Madrid, est un footballeur espagnol, qui jouait au poste de libéro devenu, très jeune, entraîneur.
Après une carrière de joueur entravée par une série de blessures, il commence par entraîner les équipes de jeunes du Real Madrid avant d'entamer véritablement sa carrière au Real Valladolid. Il entraîne ensuite Osasuna, CF Extremadura et Tenerife. Il s'engage avec le Valence CF, et remporte à deux reprises le championnat d'Espagne de première division et gagne la Coupe UEFA.
Rafael Benítez rejoint alors le Liverpool Football Club où il remporte une Ligue des champions en 2005 et atteint une nouvelle fois la finale en 2007.
Six mois après son arrivée à Chelsea, en remplacement de Roberto Di Matteo, il mène l'équipe à la victoire en Ligue Europa, le 15 mai 2013, en battant Benfica en finale 2-1.

## Biographie

### Carrière de joueur écourtée par une blessure
Jeune, Rafael Benítez est supporter du Real Madrid. Il rejoint en 1974, le club du Real Madrid Castilla, l'équipe réserve du Real Madrid. Il obtient son diplôme d'éducation physique et est déjà, très jeune entraîneur-joueur de l'équipe universitaire.
Au début des années 1980, il est un modeste milieu de terrain de troisième division espagnole à Parla et aide l'équipe à monter en deuxième division en 1983.
Il rejoint l'équipe de troisième division de Linares en 1985. Une série de blessures aux genoux le contraint à arrêter sa carrière de joueur professionnel en 1986 à l'âge de 26 ans. Il devient alors entraîneur.

### Carrière d'entraîneur

#### Reconversion au Real Madrid (1986-1995)
Rafael Benítez devient alors un entraîneur des jeunes joueurs du Real Madrid. Il progresse doucement dans le club, devenant entraîneur des moins de 19 ans en 1990 puis de l'équipe B en 1994. Il termine septième de la deuxième division espagnole avec la réserve du Real. Il est alors proche de l'entraîneur de l'équipe première, Radomir Antić, avec qui il discute de tactique.
Il devient ensuite l'entraîneur adjoint de Vicente del Bosque pour quelques matchs lors de la saison 1993-1994.

#### Premiers postes (1995-2001)
Il quitte le Real Madrid pour le Real Valladolid où il fait ses débuts comme entraîneur principal lors de la saison 1995-1996 du championnat d'Espagne. Il est licencié après six mois et trente-deux rencontres disputées sur le banc du club espagnol. Son successeur réussit au club et obtient même une place qualificative pour la Coupe de l'UEFA.
Peu après son licenciement du club de Valladolid, le club d'Osasuna, qui cherche à remonter en première division, recrute le jeune entraîneur. Après seulement neuf matchs comme entraîneur, et une seule victoire, Rafael Benítez est remercié. À la fin de l'année 1997, il prend le petit club de deuxième division Extremadura. Il monte en première division avec le club mais est relégué dès la saison suivante. Benítez est une nouvelle fois licencié.
Après ces multiples échecs en Espagne, Rafael Benítez décide de développer sa culture du football en visitant des clubs à travers l'Europe. Il observe Fabio Capello au Milan AC, Marcello Lippi à la Juventus, Claudio Ranieri à la Fiorentina et quelques club anglais. Benítez a alors une nouvelle chance, offerte cette fois-ci par Tenerife. Il mène le club à l'accession en première division.

#### Doublé avec Valence CF (2001-2004)
Alors que d'autres entraîneurs plus expérimentés refusent le défi, Rafael Benítez accepte de devenir l'entraîneur du Valence CF après Héctor Cúper, double finaliste de la Ligue des champions en 1999-2000 et 2000-2001.
La tête de Benítez est sauvée lors d'un match couperet en décembre 2001 : alors que son équipe est menée 0-2 par l'Espanyol Barcelone et que son entraineur est menacé, elle finit par remonter son déficit de deux buts et l'emporte finalement trois buts à deux. Cependant, si Valence est champion d'Espagne à deux journées de la fin devant le FC Barcelone et le Real Madrid, Kily Gonzalez annonce publiquement que c'est l'effectif d'Héctor Cúper, et non le travail de Rafael Benítez, qui a emmené l'équipe vers le titre. En Coupe d'Europe, l'Inter de Milan de Cúper élimine Valence en quart de finale grâce à la règle des buts à l'extérieur.
Lors de la saison 2002-2003, Valence termine cinquième du championnat. Malgré un bon départ, l'équipe de Benítez rate l'occasion de jouer la Ligue des champions la saison suivante.
La saison 2003-2004 correspond à l'explosion de Rafael Benítez au haut niveau. Cette année là il obtient la reconnaissance continentale en remportant le championnat d'Espagne et la Coupe de l'UEFA. Il joue avec une défense plus haute et mène une politique de rotation des joueurs.
À cause de différends avec la direction du club espagnol, Benítez quitte cependant le FC Valence le 1er juin 2004, une semaine après le départ de Gérard Houllier du Liverpool Football Club.

#### Cador international avec Liverpool (2004-2010)

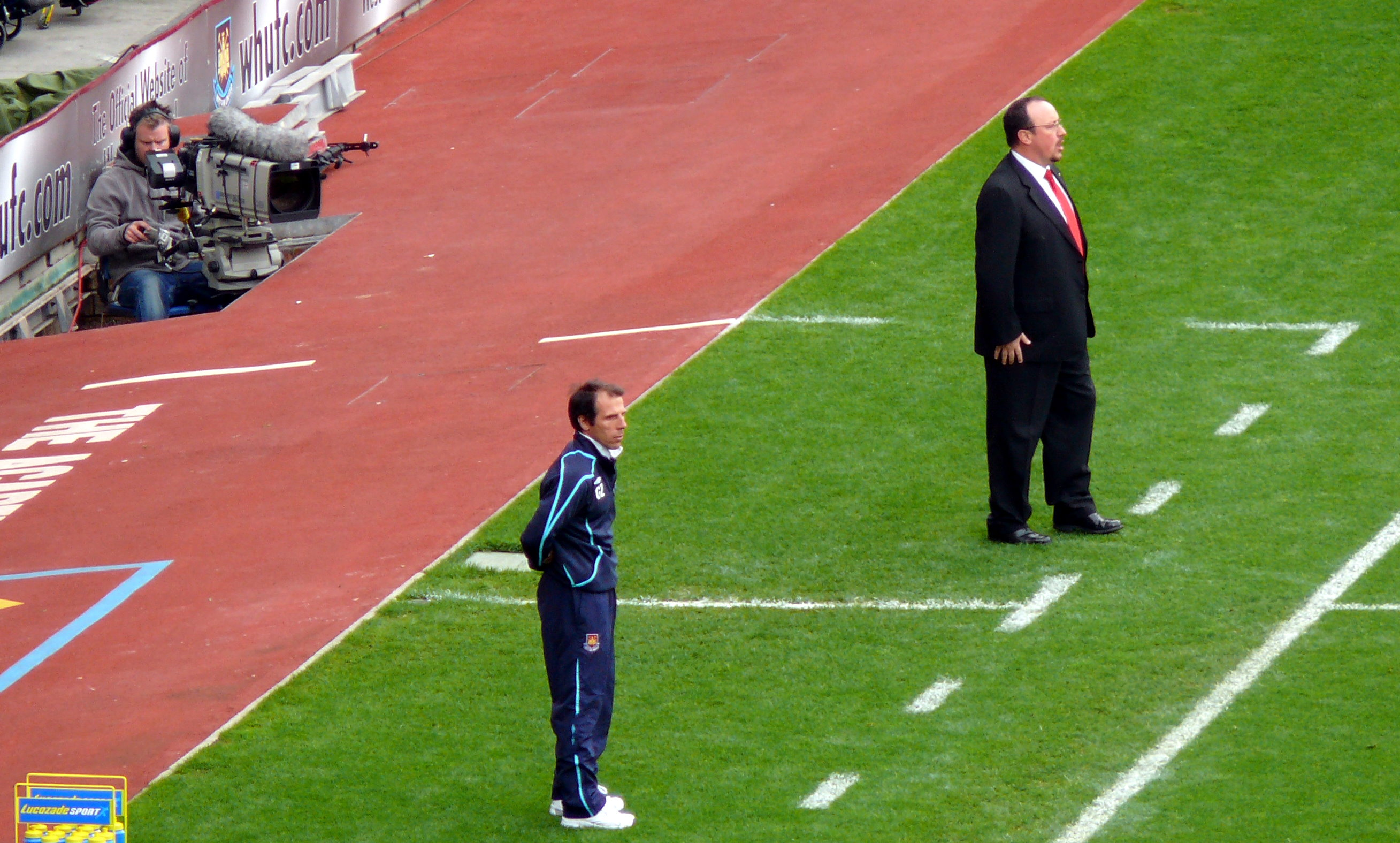
Rafael Benítez (en haut) dans sa zone technique en 2009 lors de son passage à Liverpool.

Ému pour annoncer l'échec des négociations pour le renouvellement de son contrat avec Valence, club qu'il apprécie, Rafael Benítez précise qu'il n'a pas encore signé avec un nouveau club. Liverpool est sur les rangs et confiant pour faire signer un contrat de cinq années à l'entraîneur espagnol. Il est finalement annoncé par Rick Parry lors d'une simple conférence de presse en juin et succède à Gérard Houllier parti en mai 2004. Benítez devient alors manager général du club, un poste qui lui confère des responsabilités élargies et davantage de poids dans les prises de décisions. Premier entraîneur espagnol en Premier League, il arrive avec son adjoint Francisco Ayesteran avec qui il a déjà travaillé plus de dix saisons, Paco Herrera, et José Ochotorena, entraîneur des gardiens. Sammy Lee quitte son poste d'entraîneur pour rejoindre l'équipe encadrante de l'effectif du club à l'été 2008.
Dès son arrivée, malgré sa volonté de le conserver, il perd Michael Owen qui souhaite rejoindre le Real Madrid. En revanche, il persuade Steven Gerrard de rester. Il se sépare de Danny Murphy et fait venir d'Espagne Xabi Alonso et Luis Garcia. Sa première saison en Angleterre n'est pas excellente puisqu'il finit seulement 5e de Premier League. En revanche, il emmène Liverpool en finale de la Carling Cup (défaite 2-3 contre Chelsea). Toutefois, c'est en Europe qu'il va briller cette saison. Il conduit en effet Liverpool à la victoire finale de la Ligue des champions, après avoir éliminé, l'AS Monaco, l'Olympiakos, le Deportivo La Corogne, le Bayer Leverkusen, la Juventus et Chelsea. En finale, son équipe rencontre le Milan AC, à Istanbul, le 25 mai 2005.
La première mi-temps débute très mal pour Liverpool, qui se retrouve mené 3 buts à 0 au moment de rentrer au vestiaire. À la mi-temps, Rafael Benítez remplace l'arrière-droit Steve Finnan par le milieu de terrain Dietmar Hamann. Ce changement permet à Steven Gerrard de monter soutenir ses partenaires Luis Garcia et Milan Baroš en attaque. Ce choix tactique s'avère payant, puisqu'en six minutes, Liverpool refait son retard (Gerrard, 54e, Smicer 56e et Xabi Alonso 60e). Durant les prolongations, les joueurs de Liverpool tiennent tête à ceux du Milan AC et les entraînent jusqu'aux tirs au but, où Liverpool remporte finalement ce match épique. Il remporte ainsi le plus grand titre de sa carrière. Il place Liverpool sur le toit de l'Europe en battant le Milan AC au terme d'une finale historique.
Durant l'intersaison, soucieux d'améliorer son effectif, il incorpore Pepe Reina dans l'équipe. Il ajoute Peter Crouch à Fernando Morientes au sein de l'attaque des Reds, ainsi que Momo Sissoko. Il permet aussi en janvier 2006 à Robbie Fowler de revenir dans son club de toujours, ainsi qu'à Daniel Agger de rejoindre le club. Au cours de la saison suivante, il commence par remporter la  Supercoupe d'Europe contre le CSKA Moscou. Ensuite, malgré une élimination précoce en Ligue des champions, Liverpool parvient à finir 3e de la Premier League, à seulement 9 points du premier. Rafael Benítez montre également son professionnalisme et son attachement à Liverpool, en restant auprès de son équipe lors de la Coupe du monde des clubs au Japon, malgré le décès de son père survenu pendant la compétition. Il emmène Liverpool en finale de FA Cup, après avoir éliminé notamment Manchester United et Chelsea. En finale, Liverpool est accroché par West Ham et, à l'issue d'un match crispé, Liverpool, comme l'année précédente en Ligue des champions, remporte la compétition aux tirs au but, grâce aux arrêts de Pepe Reina.
La saison 2006-2007 commence par le Community Shield, disputé contre Chelsea, que Liverpool remporte 2-1.
Rafael Benítez renforce Liverpool par l'achat de Dirk Kuyt et de Fábio Aurélio en tant que joueur libre, tandis que Djibril Cissé est prêté puis vendu la saison suivante à l'Olympique de Marseille.
S'ajoutent en janvier 2007 Javier Mascherano, emprunté puis acheté par Liverpool, et Álvaro Arbeloa acheté au Deportivo la Corogne. La saison de Liverpool est satisfaisante, puisque le club confirme sa troisième place en championnat et qu'il parvient une nouvelle fois en finale de la Ligue des champions, pour une revanche de la finale de 2005 face au Milan AC, après avoir éliminé notamment le FC Barcelone et Chelsea, mais s'incline cette fois-ci contre le Milan AC 2-1.
Dans un souci d'améliorer son effectif, Rafael Benítez effectue le plus gros transfert de Liverpool, en achetant à l'Atletico Madrid le jeune prodige espagnol Fernando Torres. Cette venue est accompagnée de celles de Yossi Benayoun et de Ryan Babel. La saison de Liverpool est la première de l'ère Benítez à ne compter aucune finale disputée. En revanche, le jeu offensif de l'équipe s'est étoffé, ce dont témoigne la seconde place au classement des buteurs du Championnat d'Angleterre de Fernando Torres, ainsi que les 29 buts marqués par Liverpool en Ligue des champions (défaite face à Chelsea en demi-finales, 1-1, 2-3P). Lors de l'Euro 2008, 4 joueurs amenés par Rafael Benítez à Liverpool, sont sacrés lors de la victoire de l'Espagne face à l'Allemagne (1-0, but de Torres).
La saison 2008-2009 est la plus aboutie pour Rafael Benítez à Liverpool, malgré l'absence de titres. Benítez permet à Liverpool de terminer second du championnat d'Angleterre à seulement 4 points de Manchester United, avec un total de 86 points. Liverpool totalise également le plus grand nombre de buts marqués en championnat. Au cours de cette saison le club n'a perdu que 5 matchs toutes compétitions confondues. Cette année là le club atteint les quarts de finale de Ligue des champions (défaite face à Chelsea en quarts de finale, 1-3, 4-4).
À l'intersaison, Xabi Alonso, Álvaro Arbeloa et Sami Hyypiä quittent le club et sont remplacés par Alberto Aquilani, Glen Johnson et Sotirios Kyrgiakos. Le rendement sportif d'Aquilani et de Johnson ne compense pas la perte des deux Espagnols. Liverpool souffre de leur départ tout au long de la saison, qui se conclut par une 7e place décevante en Premier League et par une élimination précoce en Ligue des champions (troisième de son groupe) puis en demi-finale de la Ligue Europa. Bien que 4 joueurs de Liverpool soient présents en finale de la Coupe du monde 2010, Christian Purslow, le directeur exécutif de Liverpool négocie une rupture de contrat à l'amiable avec Rafael Benítez. Celui-ci quitte Liverpool le 3 juin 2010 après six ans passés à la tête des Reds. Afin de montrer son attachement au club, il décide de ne toucher que la moitié de son indemnité de départ, et donne une partie du reste à des associations caritatives, dont le Hillsborough Family Support Group. Il est devenu le manager de Liverpool ayant disputé le plus de matchs européens sur le banc avec 66 matchs, dépassant ainsi Bill Shankly.
À la suite de son départ de l'Inter Milan en 2010, il devient consultant pour Eurosport.
En 2010, il dédie sa victoire en finale de la Coupe du monde des clubs de football en 2010 avec l'Inter Milan aux supporters de Liverpool.

#### Courtes expériences à l'Inter et Chelsea (2010-2013)
Le 10 juin 2010, quelques jours après avoir annoncé son départ de Liverpool, Rafael Benítez arrive à l'Inter Milan, tenant du titre de Serie A, de la Coupe d'Italie, et surtout de la Ligue des champions, en remplacement de José Mourinho, parti au Real Madrid,. Il est présenté officiellement à la presse italienne le 15 juin. Quelques jours plus tard, il gagne son premier titre avec l'Inter, la Supercoupe d'Italie. Le 17 décembre 2010, après de nombreuses difficultés en Serie A, il remporte également la Coupe du monde des clubs. Mais ce titre mondial ne suffit pas au technicien espagnol pour conserver son poste. Le 23 décembre 2010, l'Inter Milan annonce qu'il se sépare de Rafael Benítez, d'un commun accord avec celui-ci.

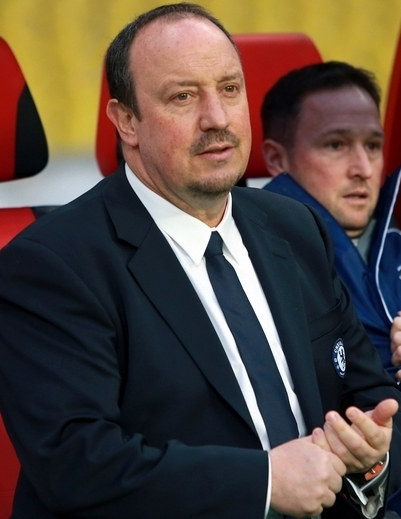
Benítez avec Chelsea en 2013.

Le 21 novembre 2012, à la suite du remerciement de Roberto Di Matteo, après le match perdu 3-0 plus tôt dans la soirée contre la Juventus en Ligue des champions et aux mauvais résultats enchaînés, Rafael Benítez devient l’entraîneur de Chelsea. Comme à l'Inter il devient entraîneur du club vainqueur sortant de la Ligue des champions. Il joue sa première finale lors de la Coupe du monde des clubs qu'il perd sur le score de 1-0 contre les Corinthians. Le 27 février 2013, il annonce qu'il quittera le club à la fin de la saison. Avant de quitter le club, le 15 mai 2013, il remporte la Ligue Europa (2-1 face au Benfica Lisbonne, grâce à des buts de Torres et Ivanovic) pour la deuxième fois de sa carrière, neuf ans après la Coupe de l'UEFA remportée avec Valence FC.

#### Deux ans au SSC Naples et retour au Real (2013-2016)
Le 2 juin 2013 il est nommé nouvel entraîneur du SSC Naples où il signe un contrat de deux ans renouvelable, avec un salaire annuel avoisinant les 3,5 millions d’euros, en remplacement de Walter Mazzarri parti à l'Inter Milan après une belle deuxième place décrochée en Serie A. Edinson Cavani quitte le club, tandis que l'équipe est renforcée notamment par Gonzalo Higuain et Pepe Reina (prêté par Liverpool).
Il termine sa première saison au club à une troisième place honorifique en Serie A, loin derrière la Juventus et la Roma après une élimination en huitièmes de finale de Ligue des champions.

Le club est éliminé par l'Athletic Bilbao dès le tour préliminaire de Ligue des champions puis en demi-finales de la Ligue Europa. Le 28 mai 2015 il annonce son départ du club mais espère finir sur une bonne note en accrochant la 3e place en Serie A, synonyme de tour préliminaire de la Ligue des champions. Cependant le club termine à une décevante cinquième place.

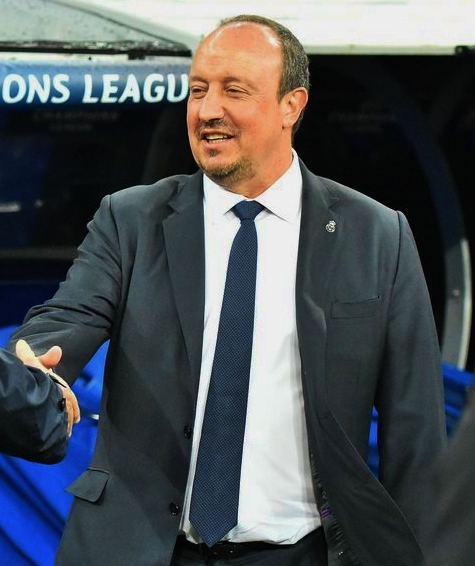
Benítez avant un match de Ligue des champions en 2015.

Le 3 juin 2015, il est nommé nouvel entraîneur du Real Madrid, en remplacement de Carlo Ancelotti. Il signe un contrat pour trois ans. Le 4 janvier 2016, il est limogé et remplacé par Zinédine Zidane, à la suite de ses mauvaises performances avec le club.

#### Remontée de Newcastle United (2016-2019)
Le 11 mars 2016, il est nommé entraîneur de Newcastle en remplacement de Steve McClaren avec pour mission de maintenir le club en Premier League. À son arrivée, les Toons[Qui ?] sont 19e du championnat, à un point du premier non-relégable. Il ne parvient cependant pas à empêcher la relégation du club en Championship malgré une série de six matchs sans défaite en fin de saison, incluant une victoire 5 à 1 face à Tottenham Hotspur lors de la dernière journée.
Il est confirmé à son poste pour la saison 2016-2017. Le 24 avril 2017 Newcastle valide sa montée en Premier League après une victoire 4-1 face à Preston. Le 7 mai 2017, après une victoire 3-0 face à Barnsley et un nul (1-1) de Brighton face à Aston Villa, Newcastle est couronné champion de Championship saison 2016-2017.
Durant les deux saisons suivantes, il stabilise le club anglais en milieu de tableau en Premier League arrivant respectivement 10e et 13e avec 44 et 45 points, malgré des sorties rapides en coupe d'Angleterre de football et en Coupe de la ligue anglaise de football.
Après un peu plus de trois années au club, il quitte finalement son poste le 30 juin 2019 après la fin de son contrat.

#### Piges diverses (depuis 2019)
Après trois années passées à Newcastle, il s'engage le 2 juillet 2019 en faveur du Dalian Yifang. Le 23 janvier 2021, il annonce sur son blog qu'il quitte le club chinois en raison de la situation liée au COVID-19.
Le 30 juin 2021, il rejoint Everton FC après que leur précédent manager, Carlo Ancelotti ait quitté le club pour le Real Madrid. Il devient ainsi le premier entraîneur en plus d'un siècle à avoir entraîné les deux clubs rivaux de Liverpool. Il se sépare de joueurs phares de l'effectif comme Lucas Digne et James Rodriguez et est licencié le 16 janvier 2022 à la suite d'une série de mauvais résultats, le club étant alors 16e de Premier League et éliminé en Coupe de la ligue anglaise de football en 16e de finale par Queens Park Rangers, une équipe de deuxième division.
Sans poste depuis un an et demi, il retrouve un banc au Celta de Vigo sur la base d'un contrat de trois ans. Au mois de mars 2024, il est démis de ses fonctions huit mois après son arrivée.

## Statistiques

### Statistiques de joueur
| Real Madrid Castilla | Espagne | 1974-1981 | 247 | 7 |
| AD Parla             | Espagne | 1981-1985 | 124 | 8 |
| Linares CF           | Espagne | 1985-1986 | 34  | 7 |

### Statistiques d'entraîneur
| Club                 | Début            | Fin              | Résultats | Résultats | Résultats | Résultats | Résultats |
| Club                 | Début            | Fin              | M         | V         | N         | D         | V. %      |
| -------------------- | ---------------- | ---------------- | --------- | --------- | --------- | --------- | --------- |
| Real Madrid Castilla | 1er juillet 1993 | 3 juillet 1995   | 65        | 26        | 18        | 21        | 40,0      |
| Real Valladolid      | 3 juillet 1995   | 25 janvier 1996  | 29        | 5         | 10        | 14        | 17,2      |
| CA Osasuna           | 1er juillet 1996 | 4 novembre 1996  | 11        | 3         | 4         | 4         | 27,2      |
| CF Extremadura       | 1er juillet 1997 | 1er juillet 1999 | 92        | 36        | 26        | 30        | 39,1      |
| CD Tenerife          | 19 juillet 2000  | 30 juin 2001     | 46        | 23        | 11        | 12        | 50,0      |
| Valence CF           | 1er juillet 2001 | 14 juin 2004     | 162       | 88        | 41        | 33        | 54,3      |
| Liverpool FC         | 16 juin 2004     | 3 juin 2010      | 350       | 194       | 77        | 79        | 55,4      |
| Inter Milan          | 10 juin 2010     | 23 décembre 2010 | 25        | 12        | 6         | 7         | 48,0      |
| Chelsea FC           | 21 novembre 2012 | 27 mai 2013      | 48        | 28        | 10        | 10        | 58,3      |
| SSC Napoli           | 27 mai 2013      | 31 mai 2015      | 112       | 59        | 28        | 25        | 52,6      |
| Real Madrid CF       | 3 juin 2015      | 4 janvier 2016   | 28        | 17        | 5         | 6         | 60,7      |
| Newcastle United     | 11 mars 2016     | 30 juin 2019     | 144       | 61        | 31        | 52        | 42,1      |
| Dalian Yifang        | 1er juillet 2019 | 23 janvier 2021  | 38        | 12        | 8         | 18        | 29.7      |
| Everton FC           | 1er juillet 2021 | 16 janvier 2022  | 22        | 7         | 4         | 11        | 31,82     |
| Celta de Vigo        | 1er juillet 2023 | 12 mars 2024     | 33        | 9         | 9         | 15        | 27,27     |
| Total                | Total            | Total            | 1 205     | 580       | 288       | 337       | 48,13     |

## Palmarès d'entraîneur

### Titres et trophées
Valence CF
- Champion d'Espagne en 2002 et 2004
- Vainqueur de la Coupe de l'UEFA en 2004

 Liverpool FC
- Vainqueur de la Ligue des champions en 2005
- Vainqueur de la Supercoupe de l'UEFA en 2005
- Vainqueur de la Coupe d'Angleterre en 2006
- Vainqueur du Community Shield en 2006
- Vice-Champion d'Angleterre en  2009.
- Finaliste de la Coupe de la ligue anglaise en 2005
- Finaliste de la Ligue des champions en 2007
- Finaliste de la Coupe du monde des clubs en 2005

 Inter Milan
- Vainqueur de la Supercoupe d'Italie en 2010
- Vainqueur de la Coupe du monde des clubs en 2010
- Finaliste de la Supercoupe de l'UEFA en 2010

 Chelsea FC
- Vainqueur de la Ligue Europa en 2013
- Finaliste de la Coupe du monde des clubs en 2012

 SSC Naples
- Vainqueur de la Coupe d'Italie en 2014
- Vainqueur de la Supercoupe d'Italie en 2014

 Newcastle United
- Vainqueur de la Championship en 2017

### Distinctions personnelles
- Prix Don Balón de meilleur entraîneur de la Liga : 2002.